# Казе Бручате (Пезаро и Урбино)
Казе Бручате је насеље у Италији у округу Пезаро и Урбино, региону Марке.
Према процени из 2011. у насељу је живело 894 становника. Насеље се налази на надморској висини од 31 м.